# Chronicon Salernitanum
Das Chronicon Salernitanum ist eine Chronik der langobardischen Fürstentümer Salerno und Benevent in Süditalien, die ca. 978 wohl von einem Mönch des Klosters St. Benedikt in Salerno verfasst wurde.
Die Chronik behandelt die Geschichte der süditalienischen langobardischen Fürstentümer das 9. Jahrhundert betreffend relativ umfassend, während die Schilderungen für die anschließende Zeit knapper gefasst sind. Die Zuverlässigkeit wird in der neueren Forschung höher eingeschätzt als in der älteren, der Verfasser scheint sich auf teils gute Quellen gestützt zu haben.
Das Werk enthält auch die Sage einer Patriarchin von Byzanz, die als Vorbild für die Sage der Päpstin Johanna gedient haben könnte. Grundlage der Editionen von Pertz und Westerbergh ist der Codex Vaticanus Latinus 5001, eine Handschrift aus der Zeit um 1300.

## Ausgaben
- Ulla Westerbergh (Hrsg.): Chronicon Salernitanum. Stockholm 1956.[3]
- Arturo Carucci: Chronicon Salernitanum (sec. X). Salerno 1988 (italienische Übersetzung)[4]